# 活元運動
活元運動（かつげんうんどう）とは、昭和20年代に野口晴哉が提唱した野口整体の要素のひとつで、身体自らが不調を回復する動き、またはそのための体操法・行法。

## 概要
野口は、関東大震災時の経験から手かざしなどによる治療をおこなっていたが、やがて被治療者本人による錐体外路性運動系を健全化・活性化させることによる自己回復法を提唱し、愉気法や体癖論とあわせて野口整体の体系を普及させていく。
野口が指導する各々の操法はヨーガのアーサナのように特定の体位を組んだりするものであるが、直接的に身体を鍛え上げる為ではなく、普段無意識的に働いている恒常性・人体の健康を保つ力を引き出すためである。痛い場所を手で押さえる、くしゃみやあくびなどのヒトが自然に行う動作も、広い意味では活元運動の一種といえる。
野口は若いころ、霊術家の松本道別に学んでおり、松本には神道に由来する霊動法という活元運動と同趣旨の方法があった。